# S/S Boden
Ångfartyget Boden av Stockholm sänktes genom öppning av bottenventilerna i Narvik av tysk trupp. Besättningen räddades.

## Historik
Boden byggdes i Sunderland 1914 och gick i malmfart under hela första världskriget. Under krisåren mellan krigen, befraktades Boden under tysk flagg men återfördes 1922 till Sverige. 
På samma plats där ångaren sjönk var Boden i april 1925 inblandad i en kedjekollision. I svår storm draggade den norska ångaren Seirstad som drev ner på Boden, vilken i sin tur kolliderade med S/S Mertainen av Stockholm och S/S Hermod av Köpenhamn. Samtliga fartyg skadades. Två år senare sjönk Seirstad i Atlanten efter kollision med ett isberg. Boden strandade 1926 vid Hävringe och togs flott med en del skador. 1929 kolliderade Boden med M/S Steiermark, som skadades, medan Boden kunde fortsätta resan. Pingstdagen 1937 förolyckades en av Bodens eldare, som var från Orrefors, i Emden genom drunkning.
De senaste åren fördes Boden av kapten H.G. Möller.
Samma statsmakt, vars militär sänkte Boden, hade endast två månader tidigare, belönat Bodens befälhavare och besättning med en penningsumma, som tack för att Boden räddat besättningen på ett tyskt flygplan, vilket nödlandat i öppen sjö.

## Sänkningen
Under striderna i Ofotenfjorden i april 1940 sänktes ett flertal fartyg i fjordarna och i Narviks hamn och det beräknas att cirka 2 500 man drunknade under drabbningarna. Grängesbergsbolaget hade flera fartyg liggande i Narvik för lastning av malm och de sänktes dels under och dels efter striderna. Förutom Boden förlorade Grängesbergsbolaget i Narvik S/S Torne den 12 april, bogserångaren Styrbjörn,  den 14 april, M/S Oxelösund den 8 maj och M/S Stråssa den 11 maj. Rederiets i Narvik sänkta tonnage uppgick tillsammans till cirka 30 000 ton dödvikt.
Under ett kort men tappert försvar mot de tyska inkräktarna sänktes norska pansarskeppet Eidsvold med 179 och pansarskeppet Norge med 129 man. Bland engelska fartyg förlorades i Narvik jagaren HMS Hardy och jagaren HMS Hunter samt den från krigets början berömda Polska jagaren Grom. De tyska fartygen bar alla namn på olika tyska sjömän som stupade under första världskriget. Flottiljledaren Z21 Wilhelm Heidkamp och jagaren Z22 Anton Schmitt gick till botten redan i början av slaget.
Vid den brittiska eskaderns förnyade attacker sänktes ytterligare åtta tyska jagare; Z13 Erich Koellner i Ofotfjorden, Z19 Hermann Künne blev en skrothög i Trollvika, Z2 Georg Thiele jagades på land, Z12 Erich Giese sjönk ovanpå Eidsvold. Z17 Diether von Roeder kantrade och vände botten i vädret vid kajen i Narvik, medan Z11 Bernd von Arnim, Z9 Wolfgang Zenker och Z18 Hans Lüdemann jagades i land längst in i Rombaksfjorden.
Vid stridernas början låg många malmfartyg i Narvik, bland annat tre norska malmfartyg samt några mindre norska fartyg, från Sverige förutom de ovan nämnda även bogserångaren Diana. Från Storbritannien låg malmångarna; Blythmoor, Mersington Court, North Cornwall, Riverton och Romanby. Från Holland fanns Doordrecht och Bernisse, vilken vintern 1918-19 hade legat sjunken utanför Öland. Det fanns också en hel del tyska fartyg i hamnen, vilka officiellt låg och väntade på törn till malmkajen, men som i verkligheten hade ockupationstrupper, ammunition och proviant dolda i lastrummen. De flesta av dessa tyska fartyg sänktes i striderna.
På onsdagsmorgonen de 10 april kom engelsmännens stridskrafter och en förbittrad sjöstrid utbröt. Boden låg mitt i skottlinjen och träffades flera gånger, varvid fartyget fick en del skador. 
-Vi fick order att gå i livbåtarna, uppger en av besättningsmännen, men rodden in till land blev en hemsk upplevelse. Besättningarna från de sänkta tyska krigsfartygen simmade omkring i ett vatten, som täcktes av ett tjockt lager olja från fartygens oljetankar. Många av tyskarna var svårt sårade och andra oskadda. Runt omkring simmade dessa nödställda, förtvivlat ropande på hjälp. Det är omöjligt att simma i oljetäckt vatten och männen kämpade vilt för att nå land som endast var några hundra meter bort. Det var förskräckligt att höra deras rop på hjälp. Många klamrade sig fast vid våra livbåtar och vi lyckades dra upp några av sjömännen, men nya kämpade sig fram till oss och ville ombord. För att vår båt skulle klara sig vågade vi inte ta upp flera, utan rodde vidare, allt medan detta hemska drama pågick runt omkring oss i ett bombardemang, som hotade oss alla. När vi nådde in till land exploderade en granat alldeles intill oss med en öronbedövande knall. Ingen av oss hade emellertid sårats.